# 740 TCN
740 TCN là một năm trong lịch La Mã.